# Matson Navigation
Pour les articles homonymes, voir Matson.
La société Matson Navigation Company est une compagnie maritime américaine polyvalente. Le siège social de la société est basé à Hawaï.